# ماریو مونگلی
ماریو مونگلی (انگلیسی: Mario Mongelli؛ زادهٔ ۲۰ اکتبر ۱۹۵۸) بازیکن فوتبال اهل فرانسه است.
از باشگاه‌هایی که در آن بازی کرده‌است می‌توان به باشگاه فوتبال پاریس اشاره کرد.